# Moldova (rivière)
Pour les articles homonymes, voir Moldavie (homonymie).
La Moldova est une rivière du sud-est de la Roumanie, sous-affluent du Danube par le Siret.

## Géographie
La rivière Moldova prend sa source dans les monts Obcina Mestecăniș qui culminent à 1 588 m dans les Carpates orientales extérieures. Elle coule tout d'abord vers le sud dans le județ de Suceava, en Bucovine, puis change de direction et coule en direction du sud-est à travers le județ de Iași et le județ de Neamț où elle se jette dans le Siret à Roman.
Les principaux affluents de la Moldova sont la Suha sur la rive droite et la Moldovița sur la rive gauche.

## Histoire
La rivière a donné son nom à la province de Moldavie et à l'État indépendant depuis 1991, la république de Moldavie. La première capitale de la principauté était la ville de Târgul Moldovei (aujourd'hui Baia).

## Affluents
- Humor à Gura Humorului
- Suha à Frasin
- Moldovița
- Putna
- Colacu à Fundu Moldovei
- Sărata à Răucești

## Villes traversées
- Câmpulung Moldovenesc
- Gura Humorului
- Baia
- Roman